# Eckart Diesch
Eckart Diesch, född den 1 maj 1954 i Friedrichshafen, är en västtysk seglare.
Han tog OS-guld i Flying Dutchman i samband med de olympiska seglingstävlingarna 1976 i Montréal.